# Persillé des Aravis
Le Persillé des Aravis est un fromage français à pâte persillée, au lait cru et entier de chèvre, de la région de Savoie. Il est fabriqué en Haute-Savoie dans la vallée des Aravis.
Fromage cylindrique de 12 à 15 cm de haut et de 8 à 10 cm de diamètre pesant 400 à 500 g, la préparation artisanale s'effectue sur les caillés de deux traites mélangés puis réchauffés ensemble à 40 °C. Elle est suivie à nouveau d'un moulage, puis égouttage et salage de saumure.
Sa pâte est friable, aux arômes de fromage de chèvre doux ; cette douceur est due aux herbages d'altitude dont se nourrissent les chèvres. La croûte dure et épaisse est de couleur gris foncé avec des moisissures blanches et parfois orangées.
Il se consomme le plus affiné possible.